# Kromsnavelrietkruiper
De kromsnavelrietkruiper (Limnornis curvirostris) is een zangvogel uit de familie Furnariidae (ovenvogels).

## Verspreiding en leefgebied
Deze soort komt voor in zuidelijk Brazilië, zuidelijk Uruguay en oostelijk Argentinië.

## Status
De grootte van de populatie is niet gekwantificeerd maar de soort wordt omschreven als vrij algemeen. Op de Rode lijst van de IUCN heeft deze soort de status niet bedreigd.